# Beauregard-l'Évêque

Beauregard-l'Évêque este o comună în departamentul Puy-de-Dôme, Franța. În 1 ianuarie 2022 avea o populație de 1.584 de locuitori.